# Schloss Sauerbrunn

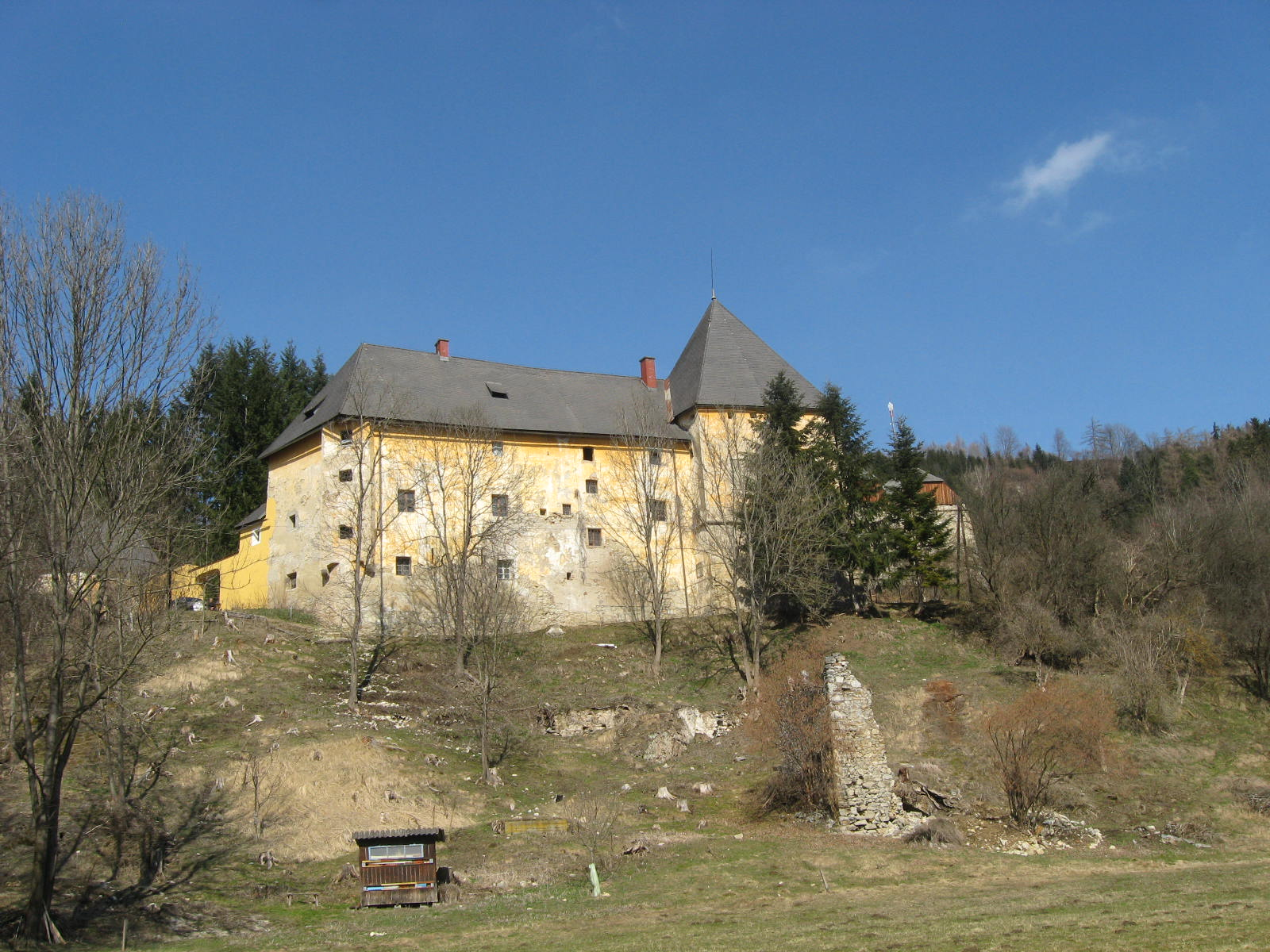
Blick auf Schloss Sauerbrunn in der Gegenwart

Das Schloss Sauerbrunn ist ein denkmalgeschütztes Objekt in der Gemeinde Pöls-Oberkurzheim im steirischen Bezirk Murtal in Österreich auf dem Gebiet der Katastralgemeinde Thalheim unweit der Landesstraße 114a am Pölshals am Südhang des Murtales. Darunter befinden sich zwölf Mineralquellen, nach denen das Schloss seinen Namen erhalten hat.

## Geschichte

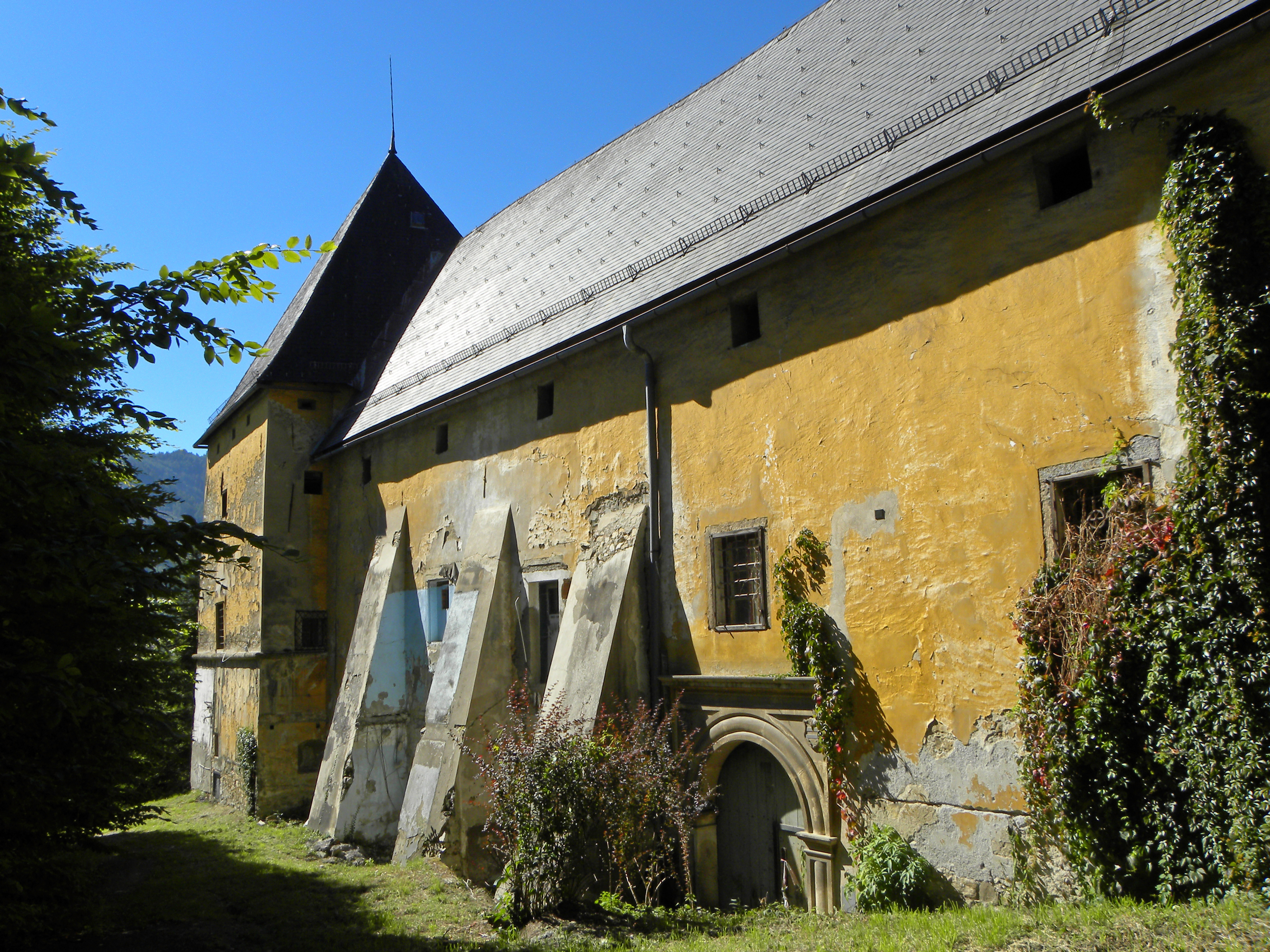
Seitenflügel mit Rundbogen-Wappenportal aus dem 16. Jahrhundert

Das Schloss Sauerbrunn wurde in den Jahren 1547 bis 1552 vom Freiherren Franz von Teuffenbach in unmittelbarer Nähe von Sauerbrunnquellen erbaut und von ihm 1567 zu einer Spitals- und Armenhausstiftung umgewandelt. Diese Stiftung besteht noch heute. Etwa in gleicher Zeit entstand auch die benachbarte befestigte Sternschanze. Nach den Teuffenbachs übernahmen die Freiherren von Saurau das Schloss.
Seit dem Jahre 1578 wird das Wasser der Mineralquellen als Thalheimer Sauerbrunn bezeichnet und als Heilwasser vertrieben.
Der Nord- und Westtrakt des Schlosses sind teilweise abgetragen worden. Der an der Südecke befindliche basteiartige Turm mit seinem zeltförmigen Dach wurde um das Jahr 1600 erbaut. Auf der Ostseite über dem rundbogigen Einfahrtsportal befindet sich das Wappen der Freiherren von Teuffenbach. Im ersten Obergeschoss des Schlosses Sauerbrunn hat sich eine hölzerne Kassettendecke bis heute erhalten. Am Schloss befindet sich eine freistehende Kapelle von 1689.
Das Schloss wurde auf der Basis eines Pachtvertrages vom 20. Jahrhundert bis zum Jahre 2001 als Abfüllanlage des „Thalheimer Schlossbrunnens“ (früher Thalheimer Sauerbrunn) genutzt. Im Jahre 2008 erfolgte der Verkauf der Schlossanlage seitens der Stiftung an die Thalheimer Heilwasser GmbH, die ihrerseits im Besitz der Dietrich Mateschitz Beteiligungs GmbH ist. Die Thalheimer hat 2017 begonnen, nahe dem Schloss eine Brauerei zu errichten, von der die Quellen genutzt werden. Sie soll 2018 in Betrieb gehen.
Das Schloss steht unter Denkmalschutz (Listeneintrag).